# Náxoszi Hercegség
A Náxoszi Hercegség vagy Szigettengeri (Arkhipelagosz) Hercegség, történelmi állam Görögországban Náxosz szigetén és a környező szigetcsoporton, amely a Konstantinápolyi Latin Császárság és a Velencei Köztársaság vazallusaként jött létre, görögül: Δουκάτο της Νάξου/Δουκάτο του Αιγαίου ή του Αρχιπελάγους, olaszul: Ducato di Nasso/dell'Arcipelago, törökül: Nakşa Dükalığı/Takımada Düklüğü, latinul: Ducatus Archipelagi/Ducatus Naxius , illetve egyszerűen Náxosz, amely állam 1207-től 1579-ig létezett, majd az Oszmán Birodalom része lett.

## Az állam adatai
A Náxoszi Hercegség területe Náxosz szigetének és a környező szigetcsoportnak a kiterjedésével azonos.

## Története

A Náxoszi Hercegség és a maradék Bizánci Birodalom 1410-ben.

A velencei nemesi családnak, a Sanudo-háznak és a leányági folytatójának, a veronai nemesi családnak, a Crispo családnak a tagjai uralkodtak a szigetországban.
Szigettenger (Archipelagus) a Görögország és Kis-Ázsia között fekvő szigetvilág neve. A Római Birodalom kettéosztásakor a Bizánci Birodalom része lett. A Bizánci Birodalom 1204-es széthullásakor, mikor Konstantinápolyt a IV. keresztes hadjáratban a nyugatiak elfoglalták, a Bizánci Birodalom több részre esett szét. 1207-ben a velencei Marco Sanudo elfoglalta Náxoszt, Paroszt, Antipároszt, Szantorinit, Anafit, Míloszt, Szíroszt, valamint még néhány kisebb szigetet, és a konstantinápolyi latin császár hűbéreseként a dodekanneszoszi vagy szigettengeri vagy náxoszi hercegi címet vette fel. A Sanudo-ház 1383-ig uralkodott, majd leányági utóda, a Crispo-család követte az uralkodásban.
Bár 1261-ben Konstantinápolyt a bizánciak visszafoglalták, és sok elszakadt terület újra elismerte a császár főhűbérúri hatalmát, de a széttagoltság 1453-ig, a Bizánci Birodalom bukásáig fennmaradt. Ennek ellenére a közös történelmi összetartozást sok esetben házasságokkal is megpecsételték. Ennek a hagyománynak volt a folytatása, hogy 1413-ban Nic(c)olò Crispo náxoszi herceg, Szírosz és Szantorini ura, a Náxoszi Hercegség későbbi régense feleségül vette Eudokia (Valenza), trapezunti császári hercegnőt, akinek az apja IV. Alexiosz (1382–1429) trapezunti császár, az anyja Kantakuzénosz Teodóra (1382 körül–1426) volt. Apai nagyszülei pedig III. Mánuel (1363–1417) trapezunti császár és Bagrationi Eudokia/Gulkan(-Hatun(i)) (Gülhan) (1360 körül–1390) grúz királyi hercegnő, IX. Dávid grúz király és Dzsakeli Szinduhtar szamchei (meszheti) hercegnő lánya.
Miklós 1433-ban a másodszülött bátyja, II. János (1388–1433) halála után töltötte be a Náxoszi Hercegségben a régensi tisztséget a kiskorú unokaöccse, II. Jakab (1426–1447) nagykorúságáig, de mivel II. Jakab 21 éves korában meghalt, az unokaöccse csecsemő fia, János Jakab (1446/7–1453) helyett továbbra is folytatta az uralkodást 1450-ben bekövetkezett haláláig. János Jakab három évvel élte túl a nagynagybátyját, Miklóst, és hat vagy hét évesen hunyt el. Ekkor a lánytestvére kihagyásával – bár nők is örökölhették a trónt, mint Miklós anyja, II. (Sanudo) Florencia is Náxosz uralkodó hercegnője lett, de nők csak abban az esetben kerülhettek trónra, ha nincs már törvényes fiú örökös – Miklós harmadszülött bátyja, II. Vilmos (1390–1453) lett az uralkodó herceg, de mivel a házasságából csak egy lánya született, így II. Vilmos (1463) halála után Miklós fia, II. Ferenc lett az új herceg, aki viszont még ugyanebben az évben meghalt. II. Ferencet a fia, III. Jakab (1446–1480) követte a hercegség trónján, és egészen 1566-ig, kicsit több mint 100 évig, az oszmán hódításig Miklós leszármazottai uralkodtak Náxoszon és a hozzátartozó szigetcsoporton.
1566-ban II. Szelim oszmán szultán az utolsó náxoszi herceget, IV. (Crispo) Jakabot elfogatta, és a szigeteket zsidó vallású portugál származású bankárjának, João Miqueznek adta, aki Naszi József néven uralkodott, és 1579-ben bekövetkezett halála után a szultán megszüntette a szigetek teljes önállóságát, és a Náxoszi Hercegség az Oszmán Birodalom része lett.